# Once on This Island
Once on This Island (deutsch Einst auf dieser Insel) ist ein amerikanisches Musical in einem Akt, das auf der Novelle My Love, My Love von Rosa Guy basiert.
Buch und Text des Musicals sind von Lynn Ahrens, die Musik von Stephen Flaherty. Das Musical erzählt die Geschichte von Hans Christian Andersens Die kleine Meerjungfrau, die auf den französischen Antillen der Karibischen See spielt. Die Show beinhaltet aber auch Elemente aus Romeo und Julia.

## Aufführungen
Die erste Aufführung von Once on This Island fand im off-Broadway Playwrights Horizons statt. Die Broadway-Produktion wurde von Graciela Daniele geleitet. Die Uraufführung auf dem Broadway fand am 18. Oktober 1990 im Booth Theatre statt. Das Stück wurde dort insgesamt 469 mal aufgeführt. 2002 fand sich die Originalbesetzung mit Lillias Whit wieder zusammen, um für Broadway Cares/Equity Fights AIDS und die Cantor Fitzgerald Relief Fund aufzutreten.
Die Originalbesetzung bestand aus Jerry Dixon als Daniel, Sheila Gibbs als Mama Euralie, LaChanze als Ti Moune, Kecia Lewis als Asaka, Gerry McIntyre als Armand, Milton Craig Nealy als Agwe, Eric Riley als Papa Ge, und Ellis E. Williams als Tonton Julian.
Die Erstaufführung in deutscher Sprache fand am 27. Januar 2006 an der Konservatorium Wien Privatuniversität statt. Der Autor der deutschen Liedtexte und Dialoge ist Johannes Glück. Diese Fassung wird, in Vertretung von MTI (Music Theatre International), von den Verlagen Musik und Bühne (Deutschland) sowie Josef Weinberger (Österreich) lizenziert.

## Handlung
Eine Insel der französischen Antillen in der Karibik. Vier Götter, Asaka, Mutter der Erde, Agwe, Gott des Wassers, Erzulie, Göttin der Liebe, und Papa Ge, Dämon des Todes, regieren über die Insel, wo sie von den arme Bauern verehrt werden (Prolog: We Dance). Eines Tags lässt Agwe einen Sturm über die Insel hereinbrechen. Von der Flut werden viele Häuser mitgerissen. Das Waisenmädchen Ti Moune überlebt in der Krone eines Baums. Mutter Euralie und Tonton Julian finden und (Ein kleines Mädchen) adoptieren sie. Sie leben auf der linken Seite der Insel, auf der rechten die Grandes Hommes, hellhäutige Nachkommen der französischen Plantagenbesitzer und deren Sklaven. Einige Jahre später, als Ti Moune erwachsen wird, betet sie zu Gott, dass er sie einen Grand Homme treffen möge (Waiting for Life). Als die Götter diese Bitte hören, wird sie ausgelacht. Erzulie aber wendet ein, dass man der Bitte nachkommen sollte, da die Liebe stärker sei als alle anderen Elemente. Papa Ge ist beleidigt und schlägt vor zu prüfen, ob Liebe oder Tod stärker ist. Agwe trifft die Vorbereitungen, um Daniel Beauxhomme, einen jungen Grande Homme, während eines Sturms mit seinem Auto verunglücken zu lassen. Das soll Ti Moune die Möglichkeit geben, ihm zu begegnen, um ihn gesund zu pflegen (And the Gods Heard Her Prayer; Rain). Trotz aller Einwände ihrer Eltern und der anderen Bauern hilft Ti Moune dem Fremden (Pray). Die beiden verlieben sich. Als Papa Ge Daniels Leben nehmen will, bittet Ti Moune ihn darum, ihr Leben als Austausch für Daniels zu nehmen (Forever Yours). Papa Ge zürnt und kündigt an, dass er wiederkommen werde, gehöre doch ihr Leben nun ihm.
Tonton reist auf die andere Seite der Insel, um Daniels Familie im Hotel Beauxhomme zu suchen. Er kehrt mit der traurigen Geschichte von Daniels Bekannten (The Sad Tale of the Beauxhommes) zurück, dazu mit einigen Leuten, die den jungen Herrn zurückbringen sollen. Unter Tränen wird Ti Moune von Daniel getrennt, aber sie kündigt ihren Eltern an, dass sie ihm folgen werde, um ihn zu heiraten. Auf ihrer Reise begegnet sie der Göttin Asaka, die sie bestärkt, sich nicht zu fürchten (Mama Will Provide). Als Ti Moune die andere Seite der Insel erreicht, beginnen die Gerüchte (Some Say). Ti Moune findet Daniel krank im Bett. Er kann sich nicht an sie erinnern, bis sie ihn an die Narbe auf seiner Brust erinnert. Er ignoriert das Gerede der Städter (Reprise: Pray), weiß er doch, dass Ti Moune anders ist, als die anderen Mädchen (Some Girls). Auf einem Ball begegnet Ti Moune Daniel in Begleitung von Andrea Deveraux, der Tochter von Freunden der Familie. Sie hört, dass Daniel mit Andrea verlobt ist und mit ihr verheiratet werden soll (When We Are Wed). Erinnert an seine Pflichten und unter Druck der Gesellschaft, muss sich Daniel der arrangierten Ehe beugen. Ti Moune ist tief verletzt. Papa Ge erscheint und erinnert Ti Moune an ihr Versprechen, dass sie ihr Leben für seines geben will – erwähnt aber zugleich, dass sie ihr Angebot auch widerrufen kann und ermutigt Ti Moune Daniel zu töten (Promises/Reprise: Forever Yours), habe er doch ihre Liebe zerstört. Mit einem Messer schleicht Ti Moune in Daniels Zimmer, kann aber den Schlafenden nicht töten. Trotzdem wird Ti Moune wegen versuchten Mordes aus dem Hotel gewiesen und hofft auf den Tag, an denen sie Daniel am Tor treffen kann. Tatsächlich kommt Daniel und drückt ihr als Almosen eine Silbermünzein in die Hand. Ti Moune stirbt, und die Götter trauern (A Part of Us).
Papa Ge erlaubt Ti Moune, als Baum wiedergeboren zu werden, der die Tore des Hotels aufreißt. Ihr Erbe überlebt und bringt eine Bauernmädchen und einen jungen Grande Homme, Daniels Sohn, zusammen, als sie in ihren Ästen spielen. Sie danken der Sonne, dem Mond und den Sternen, die sowohl die Grand Hommes als auch die Bauern unter ihren Schutz stellen (Why We Tell the Story).

## Figuren
- Ti Moune, ein kleinbäuerliches Mädchen, das versucht die soziale Barriere zu durchbrechen
- Daniel Beauxhomme, ein Grand Homme; Ti Moune's Liebe
- Papa Ge, durchtriebener Dämon des Todes; der Hauptantagonist der Show
- Erzulie, schöne Göttin der Liebe
- Agwe, Gott des Wassers
- Asaka, Mutter der Erde
- Mama Euralie, Ti Mounes Adoptivmutter
- Tonton Julian, Ti Mounes Adoptivvater
- Little Ti Moune, Ti Moune als Kind; auch „The Little Girl“
- Andrea Deveraux, Daniels versprochene Frau; auch „Madame Armand“
- Armand, Daniels Vater; auch „Armand“, der Vorfahre
- Gatekeeper, ein Wächter
- Daniels Sohn
- Storytellers, verschiedene Grand Hommes und Kleinbauern. Sie erzählen die Geschichte

## Preise und Nominierungen
- Tony Award for Best Musical (nominiert)
- Tony Award for Best Book of a Musical (nominiert)
- Tony Award for Best Original Score (nominiert)
- Tony Award for Best Featured Actress in a Musical (nominiert)
- Tony Award for Best Costume Design (nominiert)
- Tony Award for Best Lighting Design (nominiert)
- Tony Award for Best Choreography (nominiert)
- Tony Award for Best Direction of a Musical (nominiert)
- Drama Desk Award for Outstanding Actress in a Musical (nominiert)
- Theatre World Award (LaChanze, gewonnen)
- Laurence Olivier Award for Best New Musical (gewonnen)
- Gene Kelly Award for Best Musical 1990 (gewonnen)